# Khong wong lek

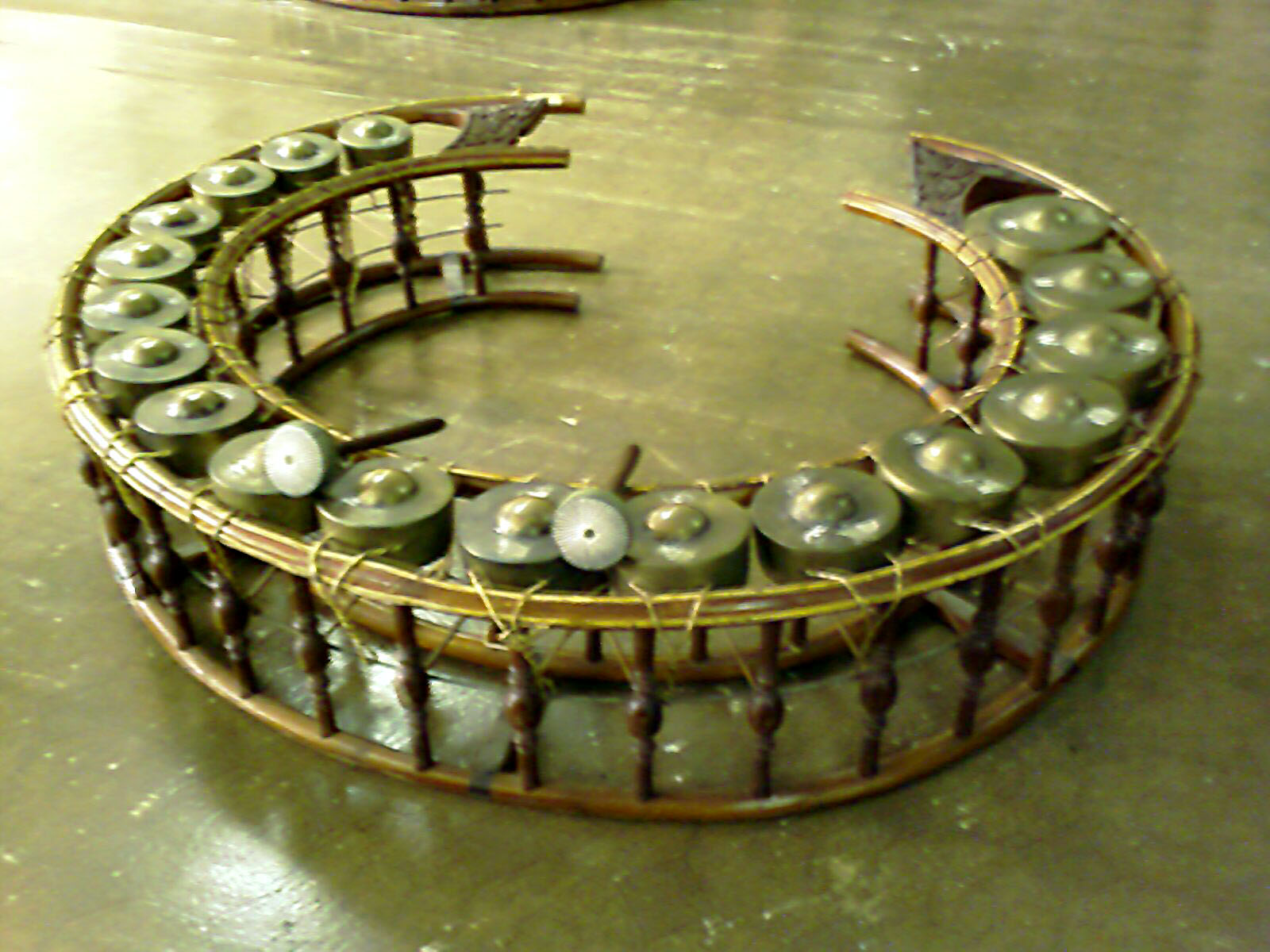
Khong wong lek

Khong wong lek (taj. ฆ้องวงเล็ก IPA kʰɔ́ːŋ woŋ lék) – tradycyjny tajski instrument muzyczny, składający się z osiemnastu gongów zamocowanych na rattanowej konstrukcji w kształcie okręgu. Jest mniejszy i odznacza się wyższym tonem niż bardzo podobny instrument zwany khong wong yai, posiadający 16 gongów. Gra się przy pomocy dwóch pałeczek.